# Æon Flux
Aeon Flux (titlu original: Æon Flux) este un film SF american din 2005 regizat de Karyn Kusama. Este bazat pe serialul omonim creat de animatorul Peter Chung. În rolurile principale joacă actorii Charlize Theron, Marton Csokas, Jonny Lee Miller, Sophie Okonedo, Pete Postlethwaite și Frances McDormand.

## Prezentare
Povestea filmului are loc cu 400 de ani în viitor, fiind stabilită în anul 2415. Aeon Flux (Charlize Theron) este un asasin misterios. Au trecut patru secole după ce un virus a anihilat aproape în întregime rasa umană, lăsând doar cinci milioane de supraviețuitori într-un oraș utopic numit Bregna. Aeon se luptă pentru a distruge regimul condus de Trevor Goodchild (Marton Csokas), conducătorul orașului Bregna și un descendent al omului care a găsit un leac pentru virusul mortal. Conform instrucțiunilor oferite de Manipulator sau Handler (Frances McDormand), Aeon este cea care trebuie să-l asasineze pe Goodchild. Cu toate acestea, există secrete mult mai profunde pentru a fi descoperite și conspirații pentru a fi dejucate.

## Distribuție
- Charlize Theron ca Æon Flux
- Marton Csokas ca Trevor Goodchild
- Jonny Lee Miller ca Oren Goodchild
- Sophie Okonedo ca Sithandra
- Pete Postlethwaite ca Keeper
- Frances McDormand ca Handler
- Amelia Warner ca Una Flux
- Caroline Chikezie ca Freya
- Nikolai Kinski este Claudius
- Paterson Joseph ca Giroux
- Yangzom Brauen ca Inari
- Ralph Herforth ca Gardenar